# کیت بردلی (بازیکن فوتبال)
کیت بردلی (انگلیسی: Keith Bradley؛ زادهٔ ۳۱ ژانویهٔ ۱۹۴۶ ‏(۷۹ سال)) بازیکن فوتبال اهل بریتانیا است.
از باشگاه‌هایی که در آن بازی کرده‌است می‌توان به باشگاه فوتبال اورتون و باشگاه فوتبال استون ویلا اشاره کرد.